# Asnæs Kirke
Asnæs Kirke er en romansk kirkebygning af kampesten i Asnæs.
Koret er udvidet; tårn og våbenhuset tilføjet i sengotisk stil. Kirken var oprindelig viet til Sankt Olav.

## Eksterne kilder og henvisninger
- Wikimedia Commons har flere filer relateret til Asnæs Kirke
- Asnæs Kirke i bogværket Danmarks Kirker (udg. af Nationalmuseet)
- Asnæs Kirke Arkiveret 31. januar 2011 hos  Wayback Machine hos nordenskirker.dk
- Asnæs Kirke hos KortTilKirken.dk